# 林野庁
林野庁（りんやちょう、英語：Forestry Agency）は、森林の保続培養、林産物の定供給の確保、林業の発展、林業者の福祉の増進及び国有林野事業の適切な運営を図ることを任務とする農林水産省の外局である（農林水産省設置法第30条）。

## 概説
林野庁は農林水産省設置法（以下、農林水産省法）にもとづき、農林水産省に置かれている外局である。同法の第23条及び第29条から第35条が任務、所掌事務及び組織を規定している。任務は「森林の保続培養、林産物の安定供給の確保、林業の発展、林業者の福祉の増進及び国有林野事業の適切な運営を図ること」である（農林水産省法第30条）。この任務のため、森林の整備保全、民有林への指導監督・助成、国有林野事業など森林・林業に関する事務全般を扱う。
農林省山林局を前身とする。太平洋戦争後まもなく宮内省帝室林野局と内務省北海道庁の一部を吸収統合し、外局に昇格するとともに林野局に改称。1949年に現在の林野庁に改称した。2001年に森林総合研究所と林木育種センターを独立行政法人として分離した。
林野庁長官を長とし、内部部局として林政部、森林整備部、国有林野部の3部を本庁に置くほか、審議会として林政審議会、文教研修施設として森林技術総合研修所、地方支分部局として7つの森林管理局を設置する。森林管理局は北海道、東北、関東、中部、近畿中国、四国、九州の各管轄区域ごとに置かれ、その下部組織として98の森林管理署が各地に点在している。

## 所掌事務
林野庁の所掌事務は、農林水産省法第4条に列挙された同省の所掌事務計83号中、林業と森林に関連する計29号分の事務である(第31条)。

主なものに、
- 森林組合
- 林産物貿易
- 森林保険
- 林業金融
- 森林資源の確保・利用
- 森林整備
- 治山
- 森林経営の監督・助成
- 保安林、森林病害虫対策
- 林産物流通
- 林業経営の改善・安定
- 林業技術の改良・発達・普及交換
- 林業構造の改善
- 国有林野の管理経営および野生動物の保護増殖事業に関すること

などが挙げられる。

### 森林保険
森林保険は火災、気象災害及び噴火災害によって森林に生じる損害を、国が保険者となり填補することを目的とした保険である。森林保険法（昭和12年3月31日法律第25号）が規定する。被保険者は民有人工林の所有者に限られる。国営の、森林国営保険のときは、経理を明確にするため、森林保険特別会計により一般会計から区分して経理いたが、国営廃止により特別会計は廃止された。加入率（加入者の所有人工林の面積を民有人工林の面積で除した数値）は2009年度は13.3%（1,058千ha）となっている。林業の縮小に伴い、1984年（昭和54年）の32.2%（2,411千ha）をピークに以後一貫して減少を続け、現在も漸減傾向にある。
最新の統計では2020年における加入している森林の面積は614,560haとピーク時の4分の１となっている。加入率は、保険加入面積の時点での民有人工林の面積のデータがまだ公表されていないため算出不能であるが、2017年3月31日現在の6,569千haで計算すると9.3％になる。
2006年の行政改革推進法成立以降、林野庁は国営を廃止し独立行政法人又は民間保険会社に移管することの検討を行い、森林国営保険法等の一部を改正する法律（平成26年4月16日法律第21号）により、2015年4月1日から国営から国立研究開発法人森林総合研究所による運営に移行した。なお国立研究開発法人森林総合研究所は、2017年4月1日に国立研究開発法人森林研究・整備機構となった。改正により根拠法も森林国営保険法から森林保険法に題名が改正された。

### 国有林野事業
国が所有する森林原野は国有林野または単に国有林とよばれ、林野庁はその管理経営を掌る。国有林野の経営管理は国有林野事業と呼ばれ、伐採、造林、林道建設、治山事業、森林維持管理および林産物の生産・販売などから成る。国有林野の管理経営に関する法律が、事業の基本計画や国有林野の貸付け、売払い等に関する事項を定め、また同法第4条第1項に基づいて「国有林の管理経営に関する基本計画」を農林水産大臣が定める。計画は10年を一計画期間とし、5年ごとに改定される。「国有林野事業を国有林野の有する公益的機能の維持増進を基本としつつ企業的に運営し、その健全な発達に資するため」、国有林野事業特別会計により一般会計から区分して経理されていた（改正前の特別会計に関する法律第158条）。同特別会計は、2012年6月に成立した「国有林野の有する公益的機能の維持増進を図るための国有林野の管理経営に関する法律等の一部を改正する等の法律」により、2016年度限りで廃止され、事業の経理方式は一般会計へ移行した。

## 沿革

### 林政統一と林野庁の成立
戦前の日本では、現在国有林野とされる林野の一部が御料林として皇室財産の中核をなし、宮内省帝室林野局がこれを管理経営していた。また、北海道の国有林は内務省北海道庁が所管し、現在の林野庁の直系前身である農林省山林局が所管する国有林の面積は、戦後成立する国有林の半分強にすぎなかった。
1945年（昭和20年）に日本が太平洋戦争（第二次世界大戦）に敗戦し、GHQの占領がはじまると、皇室財産の国有化が行われた。その結果、1947年（昭和22年）4月1日をもって御料林は国有林へ併合され、御料林を所管していた帝室林野局は農林省山林局へ統合、山林局は農林省の外局に昇格し「林野局」に改称した。また、同年5月1日をもって北海道庁が所管していた北海道の国有林も林野局に移管され、北海道庁国有林関係職員は北海道の営林局（現・森林管理局）へと移行した。
これら、国有林の所管を農林省林野局に一元化したことは「林政統一」と呼ばれる。この時期に日本の戦後国有林野事業の原型が形成された。
1949年（昭和24年）6月1日、国家行政組織法と農林省設置法の施行により、林野局は現在の名称である「林野庁」に改組された。

### 中央省庁再編にともなう一部独法化
1999年、小渕恵三内閣のもとで、中央省庁等改革基本法による行政改革の一環として府省の一部事務と組織を独立行政法人に移管する政策が進められた（独立行政法人化）。林野庁については1999年中に施設等機関の森林総合研究所と林木育種センターを独立行政法人（非公務員型）に移行させる個別法が成立。2001年4月1日、独立行政法人森林総合研究所と林木育種センターが設立された。

### 行政改革推進法による国有林・森林保険の独法化構想
2006年、小泉内閣が閣議決定した簡素で効率的な政府を実現するための行政改革の推進に関する法律（行政改革推進法）が成立し、その中で「特別会計改革」及び「総人件費改革」の一環として、国有林野事業の一部と森林国営保険を独立行政法人に移管することを、それぞれ2010年度末と2008年度末までに検討することが定められた（同法第27、28、50条）。
これを受けて、林野庁により行政改革推進法の規定に沿って2事業を非公務員型の独立行政法人に移管し、国有林野事業特別会計の一般会計への統合と森林保険特別会計の廃止を内容とする改革案が練られた。2008年6月には福田内閣が「国の行政機関の定員の純減について」を閣議決定し、その中で、国有林野事業の一部である人工林の整備、木材販売等の業務を、非公務員型独立行政法人へ移行することで、定員1,970人を削減する方針が示された。さらに改革構想は具体化され、2009年2月の行政改革推進本部の会議にて、林野庁は2010年度から国有林野事業の人工林並びに木材販売業務、森林国営保険及び森林総合研究所の水源林造成事業を新たに設立する一つの独立行政法人に移管し、2特会は廃止・一般会計へ統合する案を公にした。

### 民主党政権による国有林野事業の一般会計化と森林保険改革
その後、2009年8月の第45回衆議院議員総選挙により、民主党を中心とする連立政権が成立すると特別会計廃止後の国有林経営は、事業・組織の一部独立行政法人化から、事業全体の一般会計化へと転換されることになった。民主党は総選挙に際して、「国有林野事業特別会計を廃止し、その組織・事業の全てを一般会計で取り扱う」ことを公約していた。2009年12月25日、農林水産省（赤松広隆大臣）が「森林・林業再生プラン」を公表し、国有林野事業全体を一般会計に移行させることを検討するとした。また、鳩山由紀夫内閣は同じ日に「独立行政法人の抜本的見直しについて」を閣議決定し、森林国営保険と国有林野事業の独立行政法人化は凍結されることになった。
2010年10月に行われた内閣府行政刷新会議の「事業仕分け」では、国有林野事業特別会計と森林保険特別会計も爼上にのぼった。「ワーキンググループB」（長妻昭ほか）は林野庁の示した改革案と同様に国有林野事業特別会計を「一部廃止し、一般会計化する」、「負債は区分経理して国民負担を増やさない」との評価結果を出した。森林保険特別会計は、同様にワーキンググループBが、「廃止（国以外の主体へ移管）（早急に、移管する主体を検討。それまでの間、暫定的に区分経理を維持。）」、資金のあり方については「積立ての水準を見直し、現在の保険料水準に反映」との評価結果を出した。
2011年7月、菅直人第2次改造内閣は「森林・林業基本計画」の変更を閣議決定した。これによると国有林野事業は「債務を区分経理した上で、組織・事業の全てを一般会計に移行することを検討」。森林保険特別会計については、上の行政刷新会議事業仕分けの評価結果を踏まえ、具体的な検討を進めるとした。
鹿野道彦大臣の諮問を受けて、2011年1月から国有林野事業の経理について検討を続けてきた林政審（国有林野部会）は、同年12月16日に「今後の国有林野の管理経営のあり方について」を答申した。答申は、今後の国有林野事業の経理区分のあり方について、「企業性を基とする企業特別会計ではなく、一般会計において一体的に実施することが適当である。また、立木等の資産や組織・職員についても、すべて一体的に一般会計に帰属させるべきである」と結論した。また国有林野特会の債務は新設する債務返済に特化した特別会計に継承させ、今後も林産物収入によって返済を進めるとの見通しを示した。
この答申に沿って「国有林野の有する公益的機能の維持増進を図るための国有林野の管理経営に関する法律等の一部を改正する等の法律案」が策定され、2012年3月2日、野田第1次改造内閣が閣議決定、同日中に第180回国会に提出した。法案は2012年4月16日に参議院、6月21日に衆議院でともに全会一致で可決された。一部の規定を除いて2013年4月1日から施行された。
なお森林国営保険の改革は森林整備部と懇談会の「森林保険制度に関する検討会」の検討を経て、2015年4月1日から国営から国立研究開発法人森林総合研究所（国立研究開発法人森林研究・整備機構）による運営に移行した。

## 年表
- 1947年4月1日 - 宮内省帝室林野局所管の御料林を農林省に移管。農林省山林局を外局たる林野局に昇格。
林政部、林務部、国有林野部の3部構成。全国11か所に営林局を設置。
山林局林業試験場、帝室林野局林業試験場を統合し、林野局に林業試験場を設置。
- 1947年5月1日 - 北海道国有林を農林省に移管。営林局を3か所増設し、全国で14か所（札幌、旭川、北見、帯広、函館、青森、秋田、長野、前橋、東京、名古屋、大阪、高知、熊本）となる。
- 1949年6月1日 - 国家行政組織法施行により、林野局は林野庁に改組。
林政部、指導部、業務部の3部構成。
- 1952年8月1日 - 林業講習所を設置。
- 1963年1月20日 - 業務部から職員部を分離し、4部構成。
- 1978年3月1日 - 林業試験場を東京都（現在の林試の森公園）から筑波研究学園都市に移転。
- 1978年7月5日、農林省は農林水産省となり、林野庁は引き続き農林水産省の外局となる。
林野庁長官を補佐する職として林野庁次長を設置。
- 1979年1月1日 - 北海道内5営林局を1営林局4営林支局に改組。全国で10営林局4営林支局の構成となる。
- 1984年7月1日 - 林政部の一部と職員部を統合し、管理部設置。
- 1984年7月5日 - 初代以来、林学系技官出身者のみが就任してきた林野庁長官に初めて事務官出身者を起用。
これ以降、長官は事務系・技術系が交互に就任。その逆に事務系のみが就任してきた林野庁次長は技術系・事務系の交互就任となる。
- 1985年8月1日 - 名古屋営林局を営林支局に改組。全国で9営林局5営林支局の構成となる。
- 1988年10月1日 - 林業試験場を森林総合研究所に改組。
- 1995年4月1日 - 林業講習所を森林技術総合研修所に改組。
- 1999年3月1日 - 管理部と業務部を統合し国有林野部を設置。
営林局を森林管理局に改組し、全国7か所に配置。
従来の9営林局5営林支局のうち廃止される2営林局5営林支局は暫定的に分局（北海道内4か所、青森、東京、名古屋）として残置。
営林署は森林管理署に改組。
- 2001年1月6日 - 指導部を森林整備部に改組。
- 2001年4月1日 - 森林総合研究所を分離して独立行政法人森林総合研究所を設立。
- 2004年4月1日 - 暫定的に置かれていた森林管理局分局（7か所）を廃止。
- 2006年5月26日 - 行政改革推進法が参議院本会議で可決・成立。国有林野事業の一部と森林国営保険を独立行政法人に移管することを検討すると規定。
- 2011年7月26日 - 菅第2次改造内閣が「森林・林業基本計画」の変更を閣議決定。
- 2012年6月21日 - 「国有林野の有する公益的機能の維持増進を図るための国有林野の管理経営に関する法律等の一部を改正する等の法律」が衆議院本会議で可決・成立。国有林野事業特別会計を廃止し、事業を一般会計化するもの。
- 2013年4月1日 - 国有林野事業特別会計の廃止、事業の一般会計化が施行。

## 組織
林野庁の組織とその所掌事務は、法律の農林水産省設置法、政令の農林水産省組織令及び省令の農林水産省組織規則が階層的に規定している。

### 幹部
- 林野庁長官（根拠法: 法律第29条）
- 林野庁次長（政令第94条）

### 内部部局
内部部局として林政部、森林整備部、国有林野部の3部を置く（政令第95条）。職員数は各々200名前後、計およそ600名である。
- 林政部（政令第95条）
  - 林政課（政令第99条）
  - 企画課
  - 経営課
  - 木材産業課
  - 木材利用課

各部署の総合調整、広報、人事労務管理、法令、公文書、会計、林政一般など官房機能を掌る。林政課は庁内取りまとめ、企画課は白書や税制・金融などを担当、経営課は林業経営や森林組合、きのこなどの特用林産物を担当、木材産業課は木材の生産・加工、木材利用課は木材利用の推進、貿易を担当する。
- 森林整備部
  - 計画課（政令第105条）
  - 森林利用課
  - 整備課
  - 治山課
  - 研究指導課

森林資源の全国計画、民有林、森林の環境保全などに関する事務を掌る。森林保険、森林・林業に関する試験及び研究も所掌するので、その関連で独立行政法人森林総合研究所を所管する。計画課は森林計画や公共事業の取りまとめなど全般を担当する中心的な課、森林利用課は民有林野の利用、都市と山村の交流、森林環境保全・国土緑化を所管し、整備課は造林や林道整備を所管し、治山課は治山事業を担当する。研究指導課は研究普及や森林保全などを担当する。
- 国有林野部
  - 管理課（第110条）
  - 経営企画課
  - 業務課

国有林野事業を掌る部である。国有林野事業債務管理特別会計と国有林野事業職員の人事労務管理も所管する。1999年3月1日、管理部と業務部を統合し設置された。

### 審議会等
- 林政審議会（森林・林業基本法第29条、法律第32条）
森林・林業基本法に権限として定められた事項、農林水産大臣または関係各大臣の諮問事項及び同法の施行に関する重要事項について調査審議する（第30条）。森林・林業基本法第29条により農林水産省におかれ、農林水産省法第32条によって林野庁におくことが定められている審議会である。政府が「森林・林業基本計画」を策定したり、毎年国会に提出する『森林・林業白書』を作成したりするさいには、林政審議会の意見を聴かなければいけない（第10条第3項）。委員は森林・林業について学識経験のある者のうちから農林水産大臣が任命し、30人以内で組織する。また、特別の事項を調査審議させるため必要があるときは、農林水産大臣は特別委員を任命することができる（林政審議会令第3条）。林政審議会には、施策部会が置かれており、施策部会は『森林・林業白書』を検討する。2011年1月28日の本審議会により国有林野事業の一般会計化を検討するために国有林部会の設置が決定され、2011年12月16日の第11回会合まで活動した[20]。

### 施設等機関

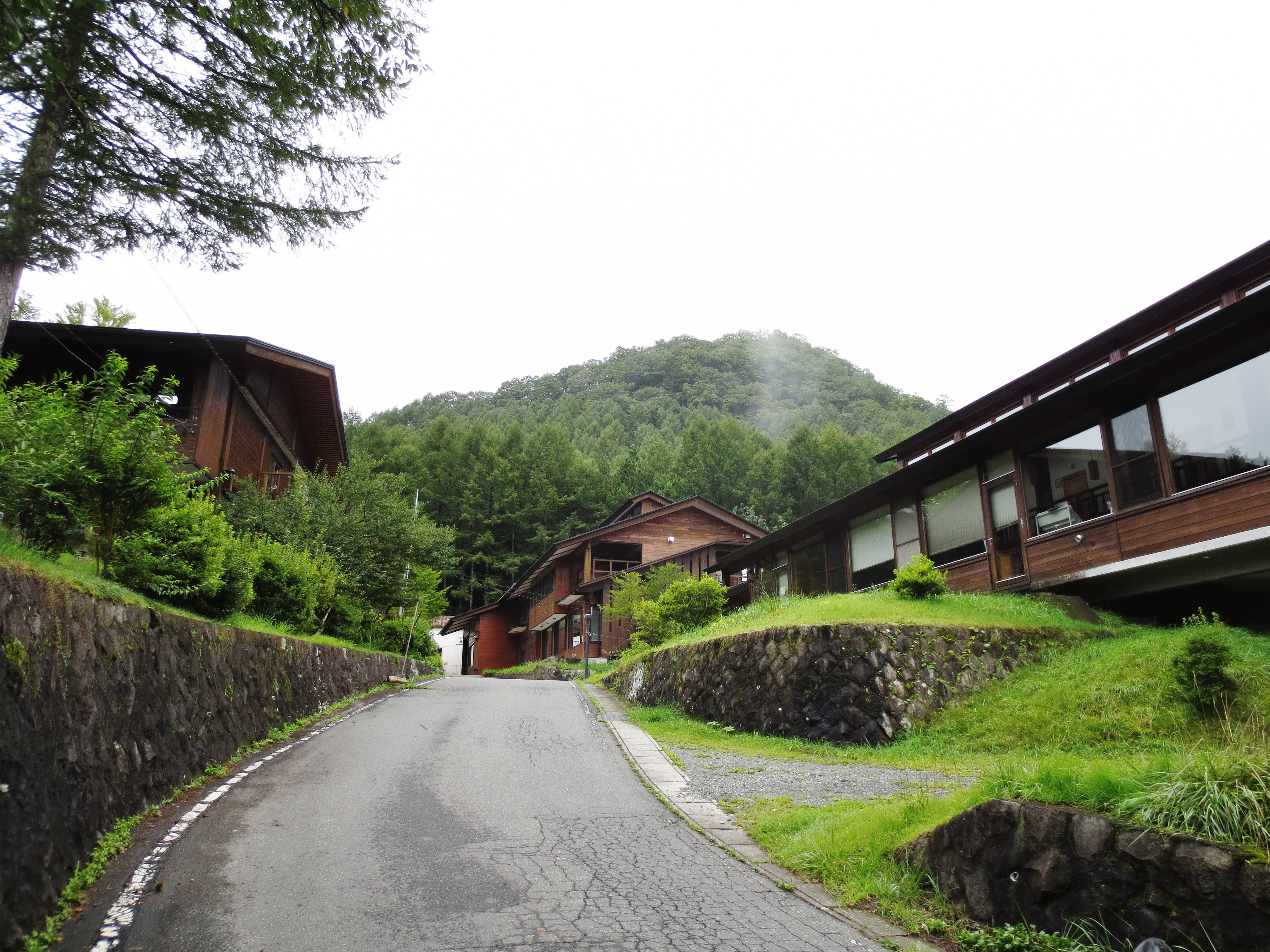
林業機械化センター

- 森林技術総合研修所（政令第115条） - 林業機械化センター（規則第401条）
森林技術総合研修所は林野庁の職員、林政を担当する地方公共団体及びこれに準ずる団体の職員並びに林業従事者に対し、森林及び林業に関する技術並びに林業の経営に関する総合的な研修を行う文教研修施設である。1952年8月1日に林業講習所として設置、1994年4月に林野庁研究普及課沼田林業機械化センターと統合・改組され、現在の森林技術総合研修所となった[21]。内部組織として、総務課、技術研修課、経営研修課の三課及び林業機械化センター並びに教務指導官及び首席教務指導官を置く（規則第401条）。
林業機械化センターは林業の機械化に関する研修を掌る。1957年（昭和32年）8月に沼田営林署（現: 利根沼田森林管理署）が「機械作業実験営林署」に指定され、「機械化室」が設置されたのを起源とする。その後、営林署機械課、営林署技術開発センター、林野庁研究普及課沼田分室と組織は順次強化されながら変遷し、1995年（平成7年）に森林技術総合研修所の支所として、現在の林業機械化センターとなった。

### 地方支分部局
- 森林管理局（法律第33条） (7) - 森林管理署（法律第35条） - 支署（法律第35条）
1999年3月以降、下記の7つの森林管理局が置かれており、2017年4月現在、これらの森林管理局の下に98の森林管理署及び14の支署が置かれている[22]。
森林管理局に勤務する農林水産事務官および農林水産技官の中で指定を受けた者は「国有林野・部分林・公有林野官行造林、その林野の産物に関する罪又はその林野・国営猟区における狩猟に関する罪」に限って司法警察職員としての職務（森林警察）を行う（「大正12年勅令第528号（司法警察官吏及司法警察官吏ノ職務ヲ行フヘキ者ノ指定等ニ関スル件）」第3条）。これは刑事訴訟法第190条が定める「森林、鉄道その他特別の事項について司法警察職員として職務を行うべき者」、すなわち特別司法警察職員の一種である。
- 北海道森林管理局（第117条）（所在地: 札幌市）
- 東北森林管理局（秋田市）
- 関東森林管理局（前橋市）
- 中部森林管理局（長野市）
- 近畿中国森林管理局（大阪市）
- 四国森林管理局（高知市）
- 九州森林管理局（熊本市）

## 所管法人
農林水産省が主管する独立行政法人のうち、林野庁所管、森林研究・整備機構である（2024年4月1日現在)。森林研究・整備機構は森林及び林業に関する総合的な試験及び研究、林木の優良な種苗の生産及び配布等を行うことにより、森林の保続培養を図るとともに、林業に関する技術の向上に寄与することを目的とする（森林研究・整備機構法第3条第1項）。また、森林保険を効果的かつ効率的に行うことを目的とする（森林研究・整備機構法第3条第2項）。1905年に設置された農商務省山林局林業試験所を起源とし、1988年に林業試験場を改組するとともに森林総合研究所に改称。2001年、林野庁（施設等機関）から分離して独立行政法人となり、。2017年4月1日に森林研究・整備機構となった。主務課は林野庁森林整備部研究指導課である。
2003年（平成15年）10月に緑資源公団から独立行政法人に改組して発足した緑資源機構は、2007年（平成19年）の緑資源機構談合事件を契機に、同年度限りで廃止された。同法人が行っていた水源林造成事業等は森林総合研究所に、海外事業は国際農林水産業研究センターにそれぞれ継承された。また、森林総研と同じく2001年に林野庁から分離され独立行政法人となった林木育種センターは、2007年度に森林総合研究所に吸収統合され、林野庁が主管の独立行政法人は、森林総合研究所（現　森林研究・整備機構）のみとなった。
農林水産省が主管する特殊法人（2024年4月1日現在)、特別の法律により設立される民間法人（特別民間法人、2023年10月2日現在）、認可法人、地方共同法人及び特別の法律により設立される法人（2023年6月14日現在）で林野庁が主管するものはない。

## 財政
2022年度（令和4年度）一般会計当初予算における林野庁所管歳出予算は2857億3633万6千円である。農林水産省の歳入予算で林野庁に関連するものに、2013年の国有林野事業の一般会計への移行により発生した立木竹の売払等による国有林野事業収入382億9611万2千円などがある。
林野庁が以前は国有林野事業特別会計（所掌:国有林野部）と森林保険特別会計（森林整備部）を主管していたが2012年6月に成立した国有林野事業関連法の改正により、国有林野事業特別会計は2012年度限りで廃止され、2013年度以降は同事業は一般会計に属することとなり、国有林野事業特別会計の負担に属する累積債務約1.3兆円は2013年度から新設される「国有林野事業債務管理特別会計」に継承された。債務は林産物収入によって返済されることになっており、毎年度、一般会計では、国有林野から産出される林産物等の売払い収入や、国有林野の管理処分によって得られる収入等（国有林野事業収入）から、その収入を得るために必要な経費を差し引いた額を本特別会計に繰入れることになっている。（特別会計法附則第206条の5）。これらの歳入はすべて債務の償還のため、国債整理基金特別会計への繰入れがされその他の歳出はない。

## 職員
一般職の在職者数は2021年7月1日現在で4,465人（男性3,824人、女性641人）である。
かつて林野庁の国有林野事業に従事する職員の大半が適用されていた国有林野事業を行う国の経営する企業に勤務する職員の給与等に関する特例法は、国有林野事業改正に伴い平成25年4月から廃止されたため、現在では特別職を除く、全員が一般職給与法が適用される。
国有林野事業の定員外職員として、作業員が2023年4月1日の時点で11人（前年比6人減）。作業員の人頭数を雇用区分別にした数値及び臨時で直接雇用される「臨時作業員」の数値は、第66次平成26年国有林野事業統計書（平成25年度）以降は掲載がない。（参考）2012年4月1日の時点で、作業員が596人で内訳が、基幹作業員は585名、常用作業員は11名、定期作業員0名となっている。なお、以上の3区分とは別に、臨時で直接雇用される「臨時作業員」は、2012年度期に延べ人数（人頭数とは別）で25万044人（前年比4046人増）であった。
法令上の定員は省令の農林水産省定員規則に定められており、4,672人と規定している。
2024年度の一般会計の予算定員は4,669人である。
林野庁の一般職職員は非現業の国家公務員なので、労働基本権のうち争議権と団体協約締結権は国家公務員法により認められていない。団結権は認められており、職員は労働組合として、国公法の規定する「職員団体」を結成し、若しくは結成せず、又はこれに加入し、若しくは加入しないことができる（国公法第108条の2第3項）。従前は、林野庁の国有林野事業職員は、国有林野事業職員は国有林の企業的運営を趣旨とする国有林野事業特別会計がその給与を支弁しているために、団体協約締結権も認められていた。これは国有林野事業職員が現業職員であるために、非現業の職員と異なる公務員法によって規律されているためであったが、国有林野の改正により、労働組合法と特労法の適用から国家公務員法の適用となったため、現在は団体協約締結権はなくなった。改正前は、国有林野は、給与等の勤務条件は労働組合と林野庁当局との交渉を通して、原則として団体協約を締結して決定されていた。ただし、争議行為は国公法同様、特労法が禁止しているため、その代償措置として中労委の仲裁・裁定制度があり、協約締結に至らない場合はこれで決定されていた（特労法第35条）。なお、職員の団結権は「職員は、労働組合を結成し、若しくは結成せず、又はこれに加入し、若しくは加入しないことができる」（特労法第4条）と一般の労働法制と同様に労働組合の形式で規定されていた。国有林野事業はかつて5現業といわれたものの最後であった。
現在、本庁職員でつくる全農林労働組合の支部である「全農林労働組合東京地方本部林野庁分会」と国有林野事業職員でつくる全国林野関連労働組合（林野労組）が活動している。全農林林野庁分会の前身は林野職組であり、2007年当時の組合員数はおよそ90名であった。林野労組は林野庁、森林研究・整備機構（林木育種センター、森林保険センター）、林野庁共済組合で組織して、組合員数は約3,400人（2019年10月末時点）となっている。以上2つの組合は協調関係にある。
林野労組は、森林労連（連合加盟）と公務労協に加盟している。森林労連の中核をなし、林野労組の事務所（庁舎内に所在）が森林労連の本部を兼ねている。国有林野の労働運動は、全林野労働組合（略称: 全林野、総評加盟）とホワイトカラー中心の日本国有林労働組合（略称: 日林労、同盟加盟。後に日本林業労働組合に改称）が分立する状態が長く続いていたが、2006年に林野労組に統一された。
職員が任意で参加する親睦団体には学歴の共通性（林学科卒、研修所の専攻科など）によって組織されるものもあり、その場合、学閥としての機能を持っているとされる。

## 歴代の林野庁長官
- 氏名の末尾に「事」との表示があるのは事務官出身者を示し、無表示は技官出身者を示す。
- また、※印を付してあるのは林野庁長官のあと、その直後か次に別の官職に在任した後に、農林水産事務次官を務めたことを指す。

| 代 | 氏名       | 出身 | 在任期間             | 前職                     | 退任後の主要な役職                               |
| -- | ---------- | ---- | -------------------- | ------------------------ | ------------------------------------------------ |
| 1  | 三浦辰雄   |      | 1949.6.1-1950.3.15   |                          | 参議院議員                                       |
| 2  | 横川信夫   |      | 1950.3.15-1952.9.3   |                          | 参議院議員、法務政務次官、栃木県知事             |
| 3  | 柴田栄     |      | 1952.9.3-1955.11.19  |                          | 参議院逓信・内閣・大蔵各委員長、労働政務次官     |
| 4  | 石谷憲男   |      | 1955.11.19-1958.6.6  |                          | 参議院地方行政委員長                             |
| 5  | 山崎齊     |      | 1958.6.6-1961.7.1    |                          | 参議院農林水産委員長                             |
| 6  | 吉村清英   |      | 1961.7.1-1963.5.1    |                          | 森林開発公団理事長                               |
| 7  | 田中重五   |      | 1963.5.1-1966.7.6    |                          |                                                  |
| 8  | 若林正武   |      | 1966.7.6-1967.9.8    |                          | 参議院地方行政委員長、北海道開発政務次官         |
| 9  | 片山正英   |      | 1967.9.8-1970.1.6    |                          | 参議院文教委員長、科学技術政務次官、農林政務次官 |
| 10 | 松本守雄   |      | 1970.1.6-1972.2.10   |                          |                                                  |
| 11 | 福田省一   |      | 1972.2.10-1974.7.5   |                          | 森林開発公団理事長                               |
| 12 | 松形祐堯   |      | 1974.7.5-1976.10.29  |                          | 林業信用基金理事長、宮崎県知事                   |
| 13 | 藍原義邦   |      | 1976.10.29-1979.7.20 |                          | 林業信用基金理事長                               |
| 14 | 須藤徹男   |      | 1979.7.20-1981.7.21  |                          | 日本林業協会会長                                 |
| 15 | 秋山智英   |      | 1981.7.21-1984.7.6   |                          | 森林開発公団理事長                               |
| 16 | 角道謙一   | 事※  | 1984.7.6-1984.11.13  |                          | 農林漁業信用基金理事長、農林中央金庫理事長       |
| 17 | 田中恒寿   |      | 1984.11.13-1986.6.10 |                          | 林業信用基金理事長                               |
| 18 | 田中宏尚   | 事※  | 1986.6.10-1988.1.12  |                          | 農業者年金基金理事長、農林漁業信用基金理事長     |
| 19 | 松田堯     |      | 1988.1.12-1989.7.11  |                          | 森林開発公団理事長                               |
| 20 | 甕滋       | 事※  | 1989.7.11-1990.8.1   |                          | 農林漁業信用基金理事長、地方競馬全国協会会長     |
| 21 | 小澤普照   |      | 1990.8.1-1992.7.21   |                          | 林政総合調査研究所理事長                         |
| 22 | 馬場久萬男 | 事   | 1992.7.21-1993.7.6   |                          | 水資源開発公団副総裁、農林漁業信用基金理事長     |
| 23 | 塚本隆久   |      | 1993.7.6-1995.1.18   |                          | 森林開発公団理事長                               |
| 24 | 入澤肇     | 事   | 1995.1.18-1997.1.8   |                          | 参議院議員                                       |
| 25 | 高橋勲     |      | 1997.1.8-1998.7.3    |                          | 農林漁業信用基金副理事長、林野弘済会会長         |
| 26 | 山本徹     | 事   | 1998.7.3-1999.7.30   | 農林水産技術会議事務局長 | 農畜産業振興機構理事長                           |
| 27 | 伴次雄     |      | 1999.7.30-2001.1.6   | 林野庁次長               | 緑資源機構理事長                                 |
| 28 | 中須勇雄   | 事   | 2001.1.6-2001.7.6    | 水産庁長官               | 大日本水産会会長                                 |
| 29 | 加藤鐵夫   |      | 2001.7.6-2003.7.1    | 林野庁国有林野部長       | 農林漁業信用基金副理事長                         |
| 30 | 石原葵     | 事※  | 2003.7.1-2004.1.13   | 食糧庁長官               | 農林水産事務次官、日本中央競馬会副理事長         |
| 31 | 前田直登   |      | 2004.1.13-2006.1.6   | 林野庁次長               | 緑資源機構理事長                                 |
| 32 | 川村秀三郎 | 事   | 2006.1.6-2006.12.26  | 農林水産省農村振興局長   | 衆議院議員、国土交通大臣政務官                   |
| -  | （辻健治） |      | 2006.12.26-2007.1.5  |                          | （林野庁次長による長官心得）                     |
| 33 | 辻健治     |      | 2007.1.5-2008.1.17   | 林野庁次長               | 農林漁業信用基金副理事長                         |
| 34 | 井出道雄   | 事※  | 2008.1.17-2008.9.19  | 農林水産省大臣官房長     | 農林水産事務次官、日本中央競馬会副理事長         |
| 35 | 内藤邦男   | 事   | 2008.9.19-2009.7.14  | 農林水産省生産局長       | 農畜産業振興機構副理事長                         |
| 36 | 島田泰助   |      | 2009.7.14-2010.7.30  | 林野庁次長               | 農水産業協同組合貯金保険機構理事長               |
| 37 | 皆川芳嗣   | 事※  | 2010.7.30-2012.9.11  | 関東農政局長             | 農林水産事務次官                                 |
| 38 | 沼田正俊   |      | 2012.9.11-2014.7.22  | 林野庁次長               | 日本森林林業振興会会長                           |
| 39 | 今井敏     | 事   | 2014.7.22-2017.7.10  | 農林水産省大臣官房長     | 農林漁業信用基金理事長                           |
| 40 | 沖修司     |      | 2017.7.10-2018.7.27  | 林野庁次長               | 国土緑化推進機構専務理事                         |
| 41 | 牧元幸司   | 事   | 2018.7.27-2019.7.8   | 林野庁次長               | 農林水産省農村振興局長                           |
| 42 | 本郷浩二   |      | 2019.7.8-2021.7.1    | 林野庁次長               |                                                  |
| 43 | 天羽隆     | 事   | 2021.7.1-2022.6.28   | 政策統括官               | 農畜産業振興機構理事長                           |
| 44 | 織田央     |      | 2022.6.28-2023.7.4   | 林野庁次長               |                                                  |
| 45 | 青山豊久   | 事   | 2023.7.4-2025.7.1    | 農林水産省農村振興局長   |                                                  |
| 46 | 小坂善太郎 |      | 2025.7.1-            | 林野庁次長               |                                                  |

## 幹部職員
林野庁の幹部は以下のとおりである（2025年7月1日現在）
- 林野庁長官：小坂善太郎
- 林野庁次長：谷村栄二
- 林政部長：清水浩太郎
- 森林整備部長：齋藤健一
- 国有林野部長：長﨑屋圭太